# 동의보감 (소설)
동의보감(東醫寶鑑)은 소설가 이은성이 1990년에 집필한 책이다. 중학교 1학년 국어 교과서에 일부 수록 되어있다. 이 책은 이은성이 별세한 후에 춘하추동으로 내려고 했던 것을 상중하로 정리해서 엮었다.